# جامع ورامين
جامع ورامين هو المسجد الكبير في مدينة ورامين الإيرانية. هذا المسجد هو واحد من أقدم المباني في مدينة ورامین. بدأ تشييده في عهد محمد أولجايتو وانتهى خلال عهد ابنه أبي سعيد.

## معرض الصور

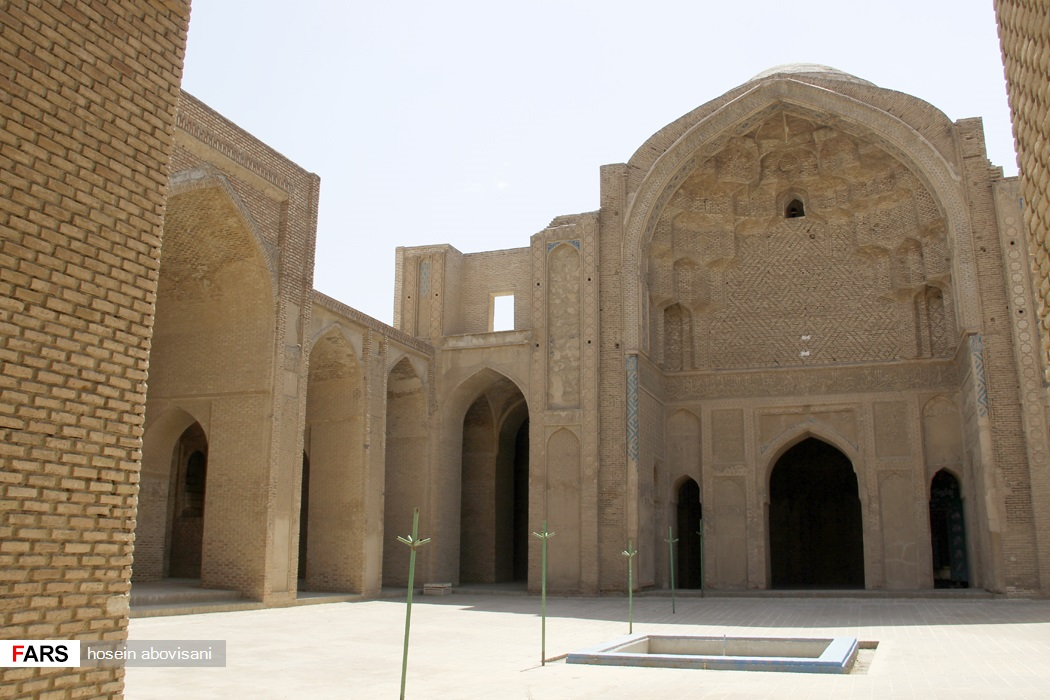
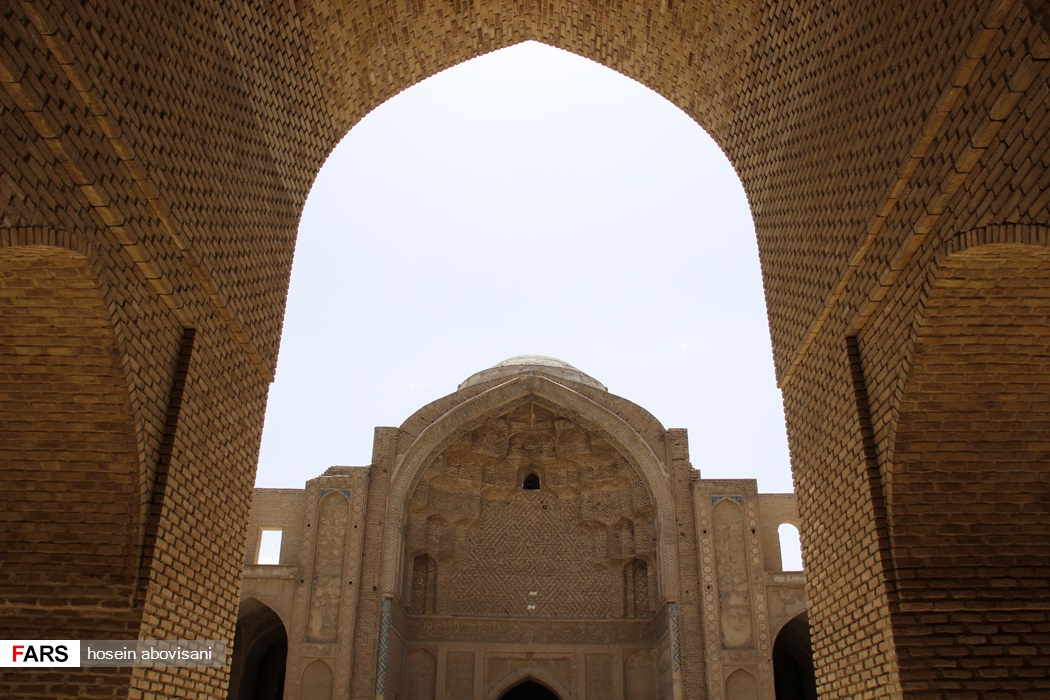
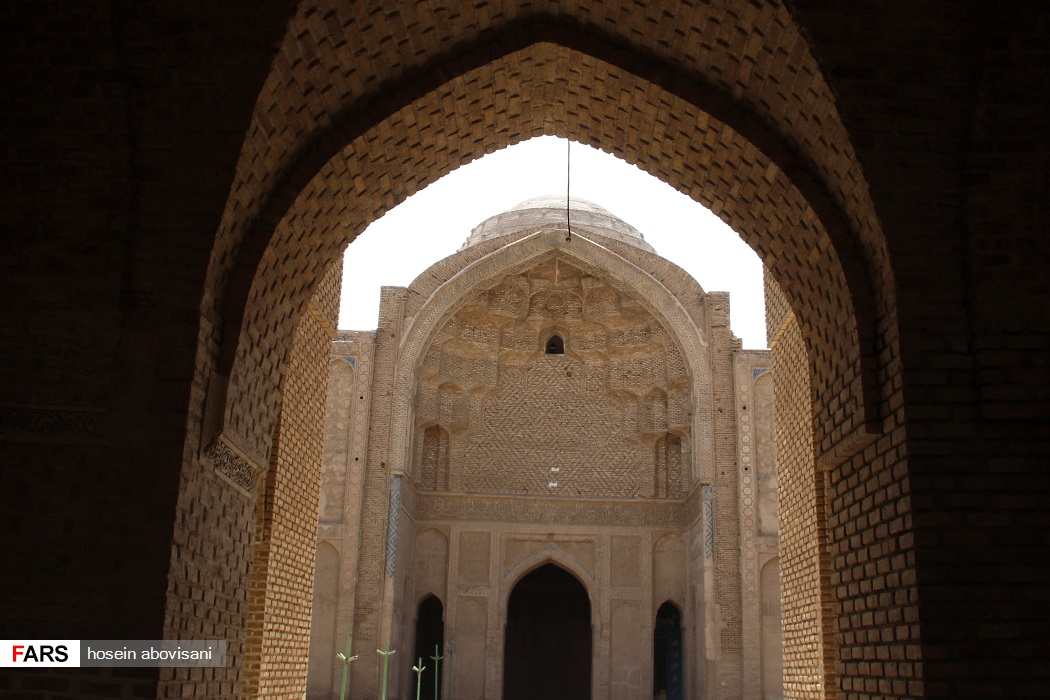
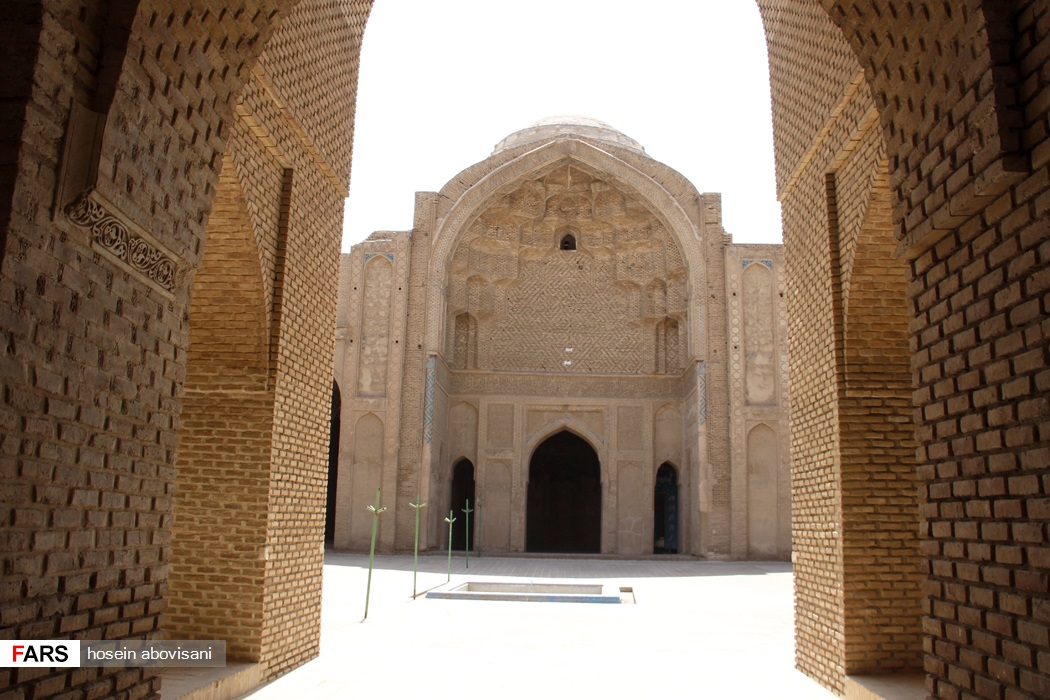
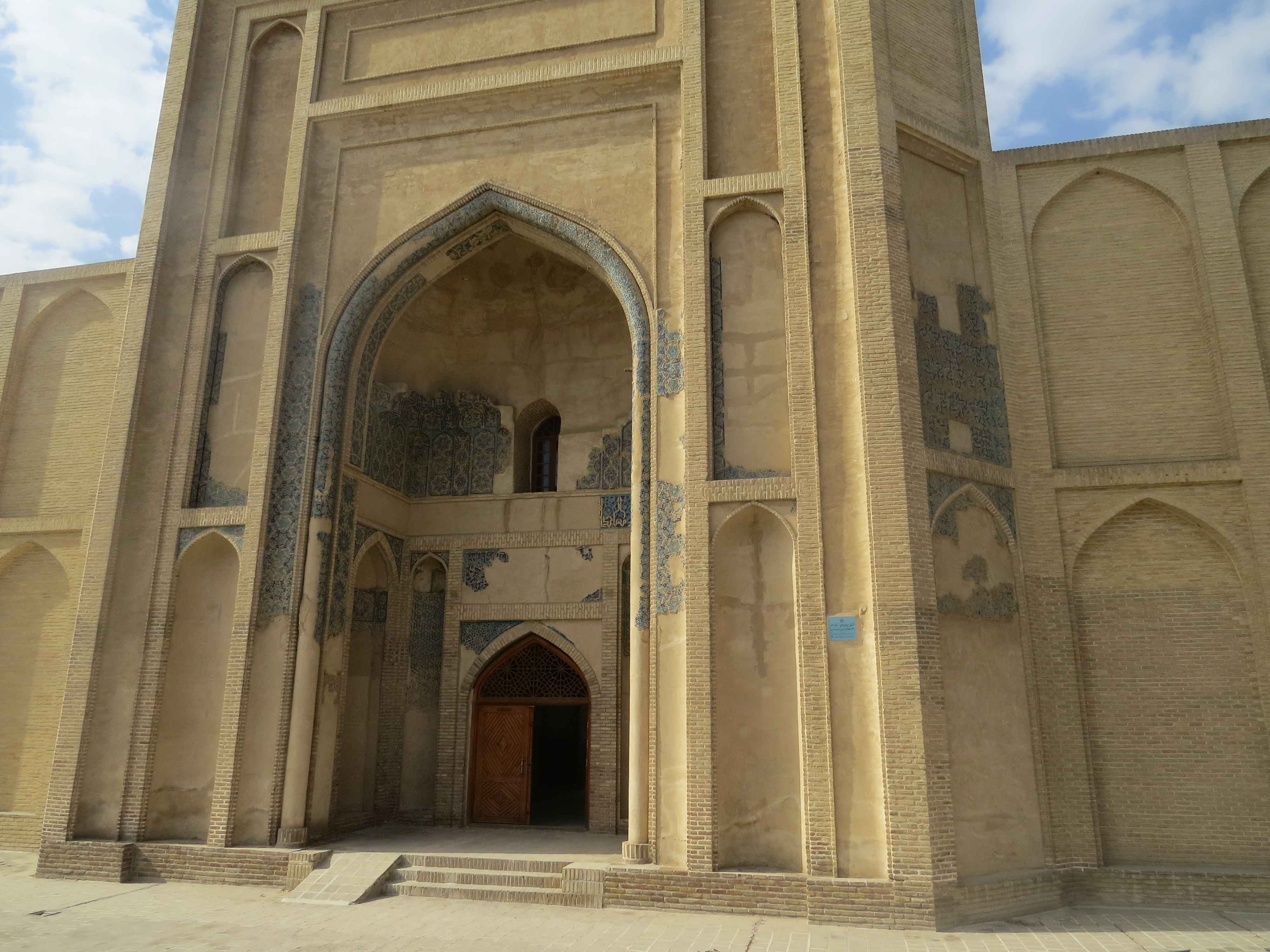
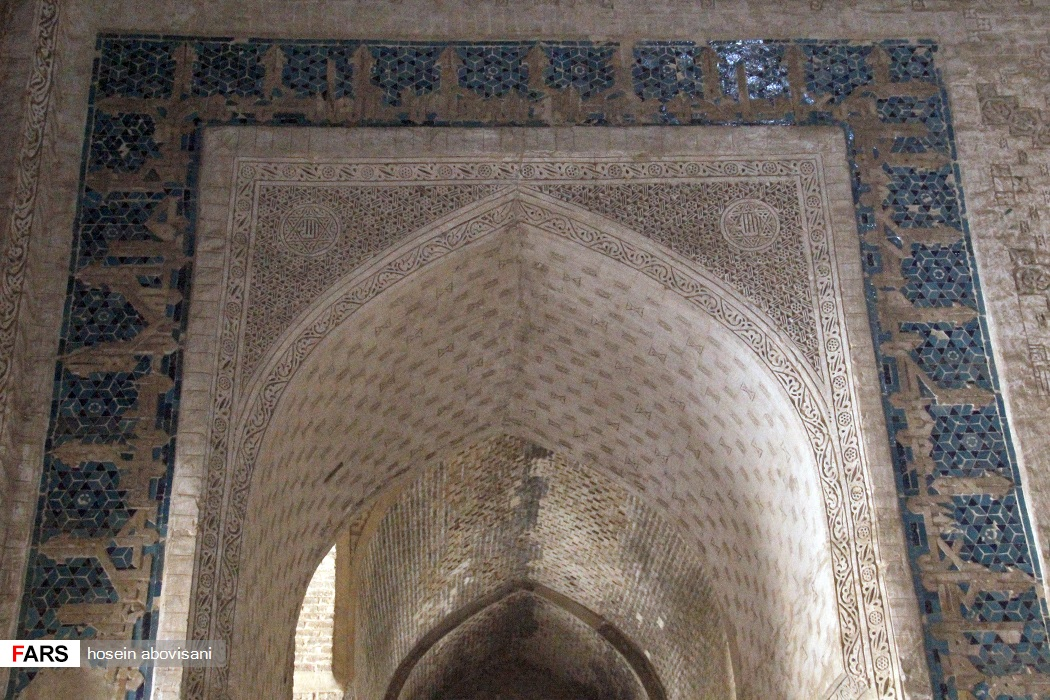
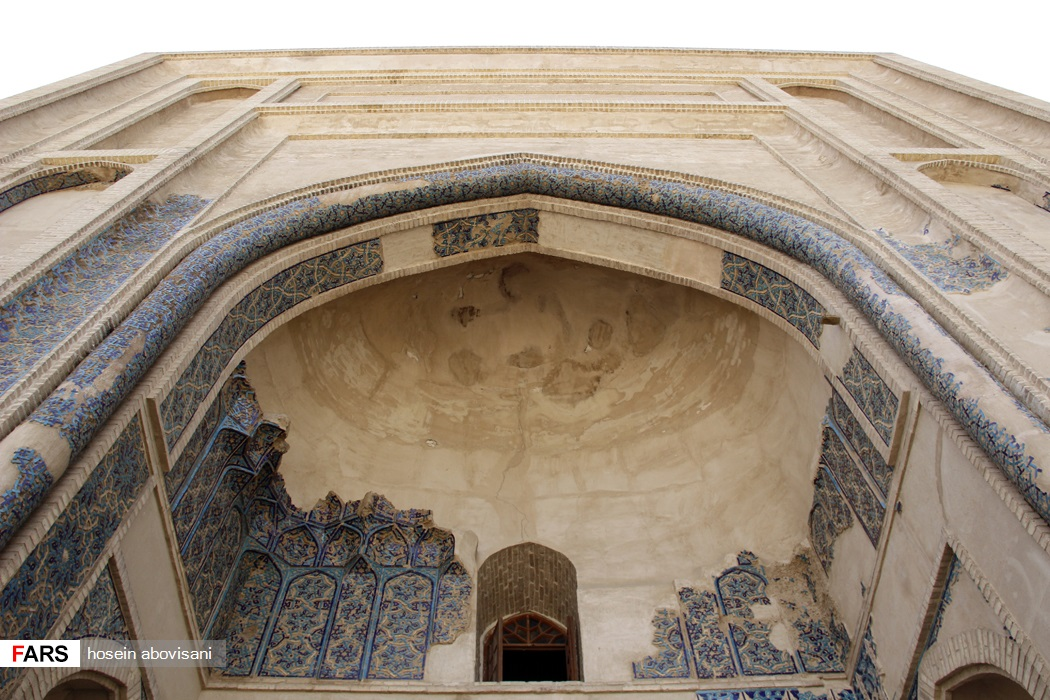
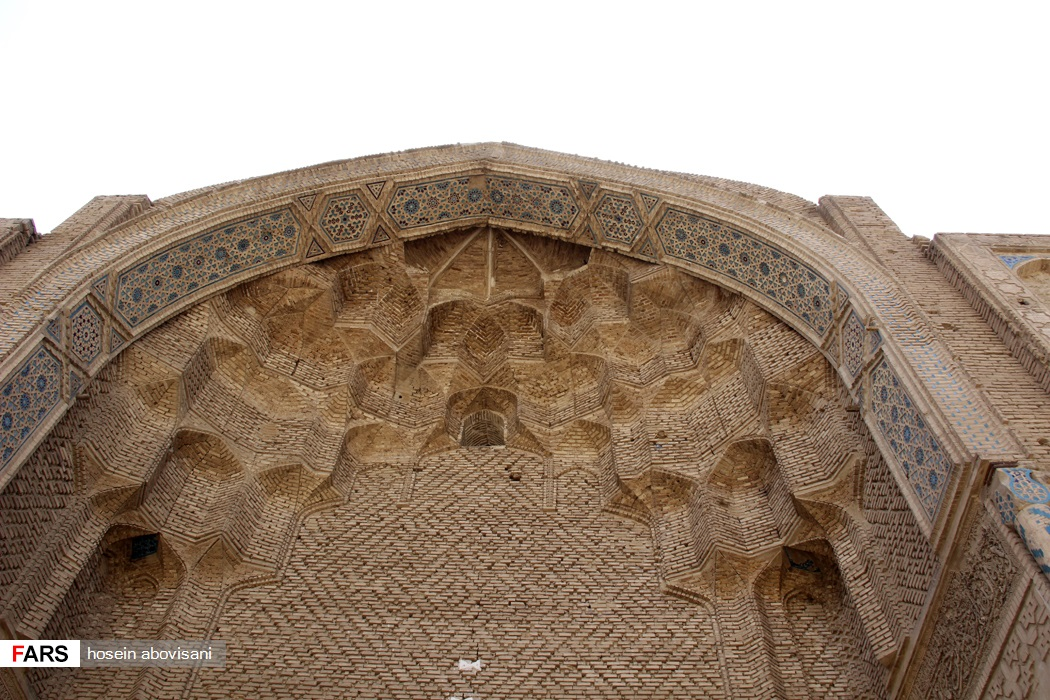
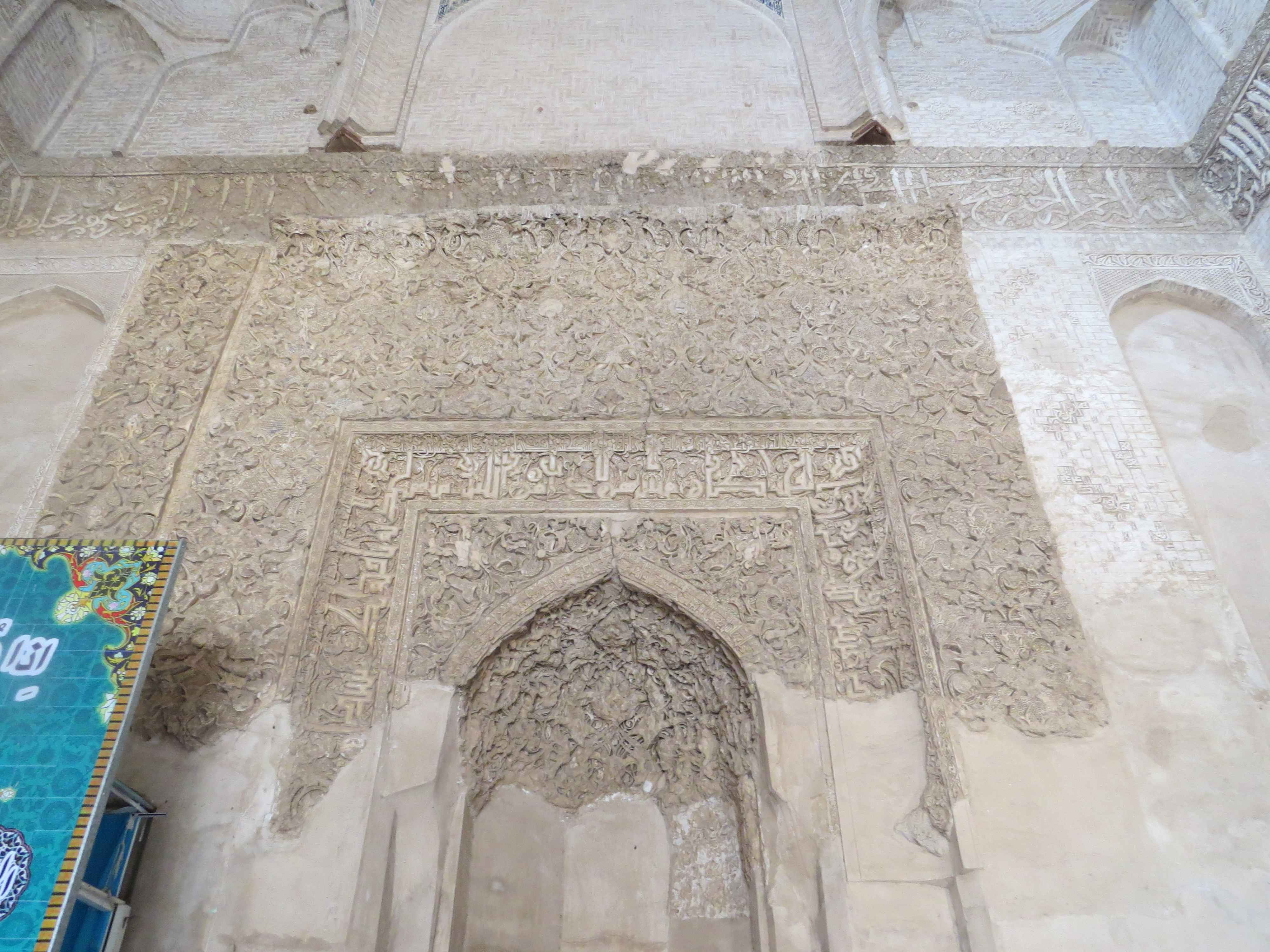
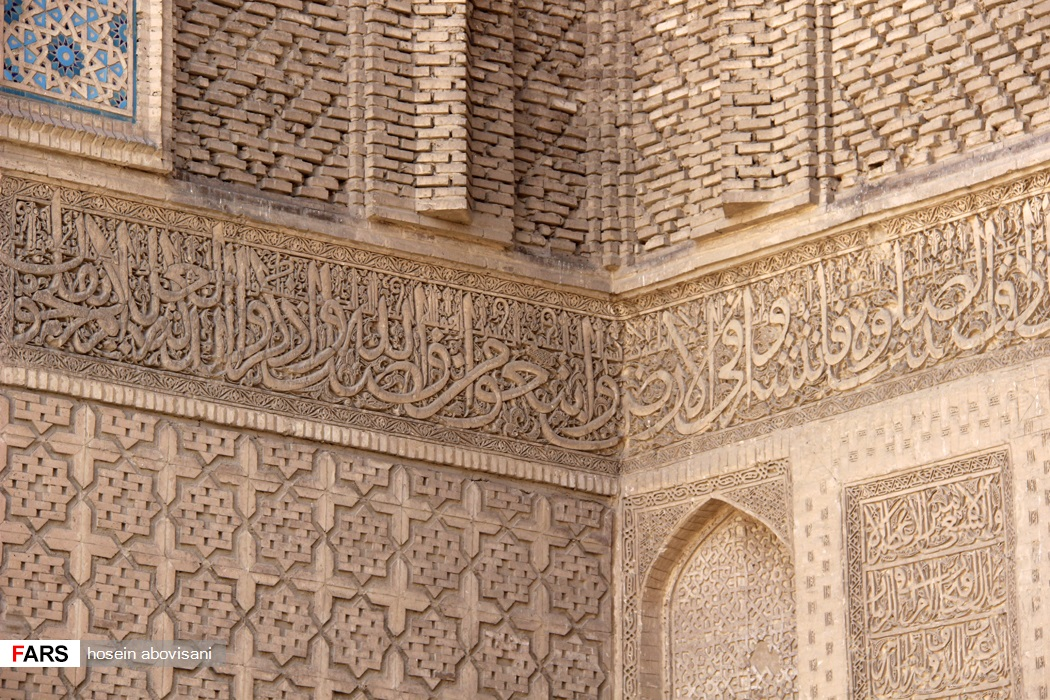
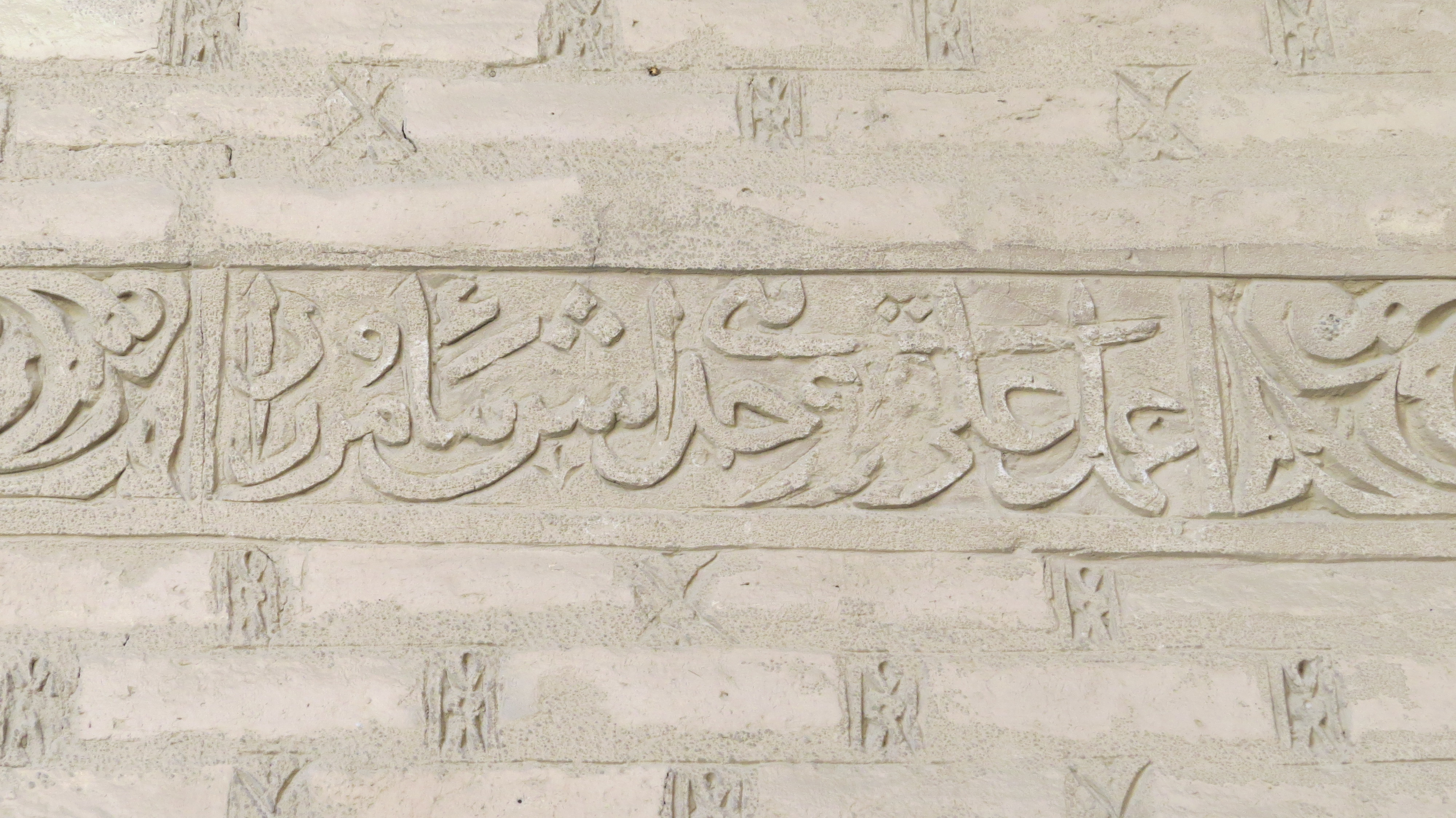
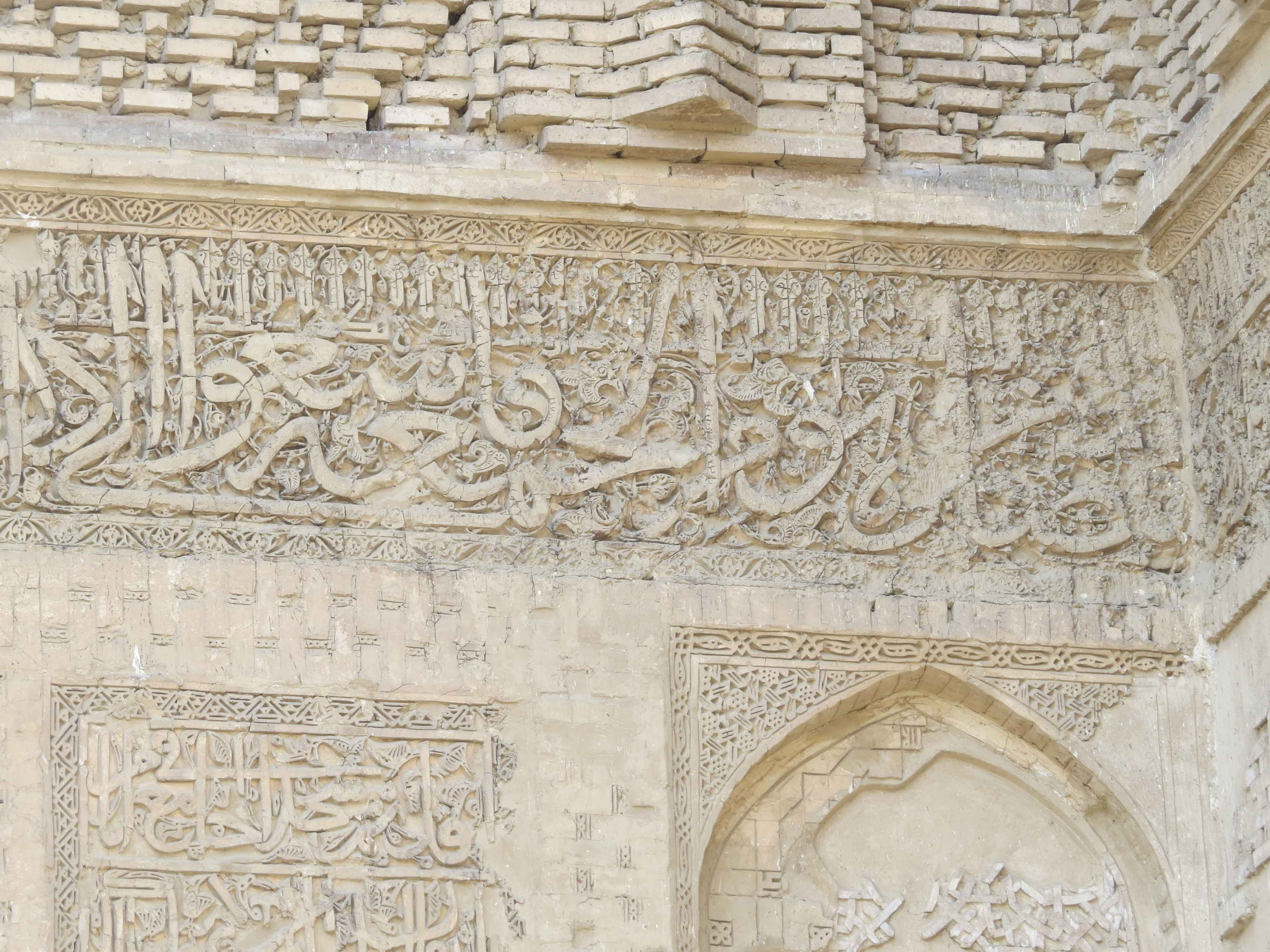
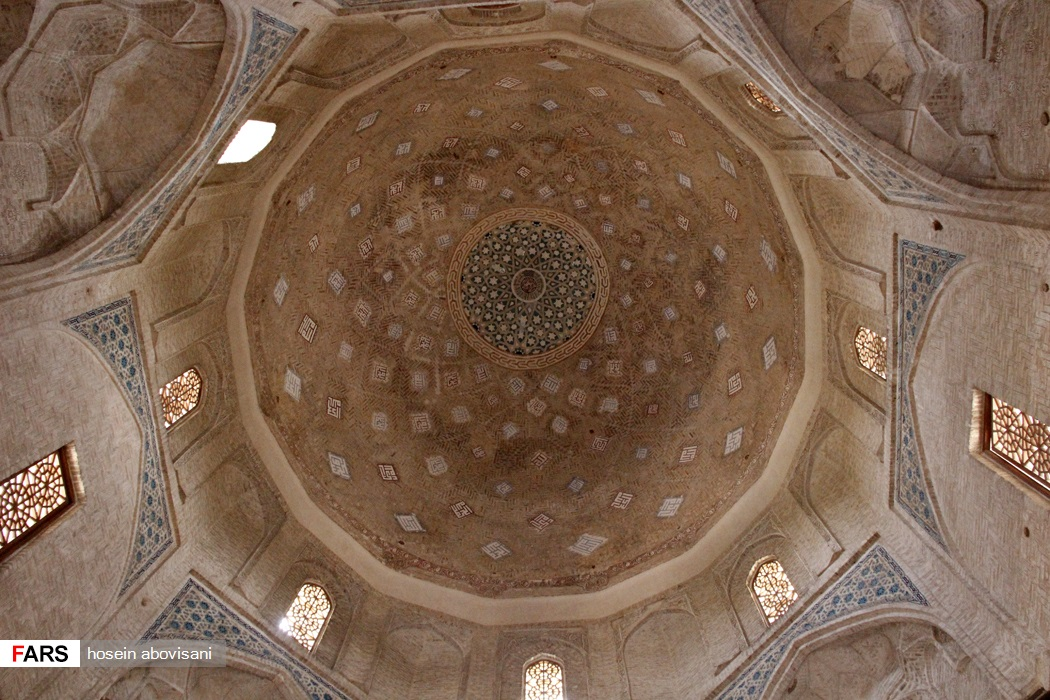
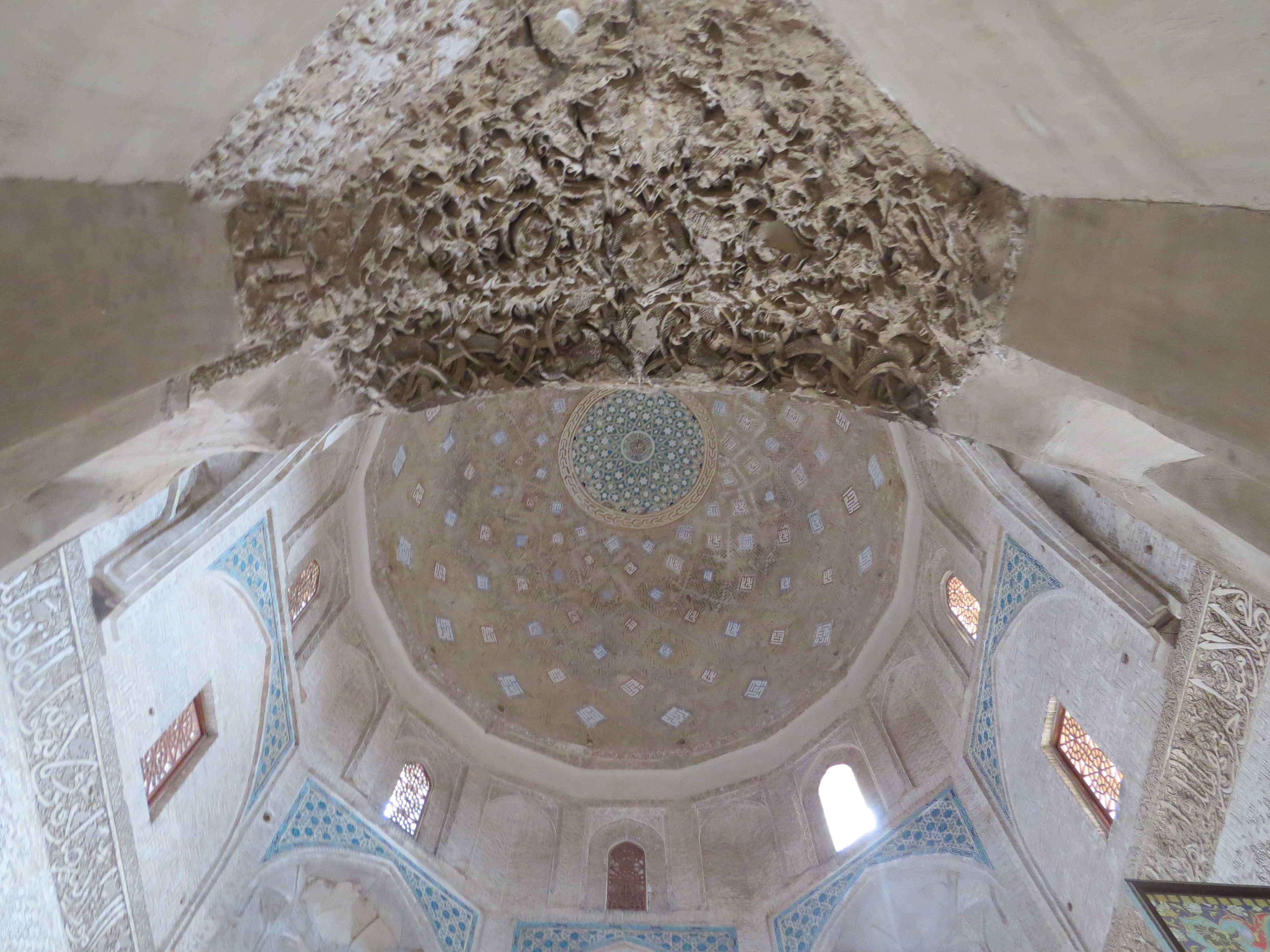
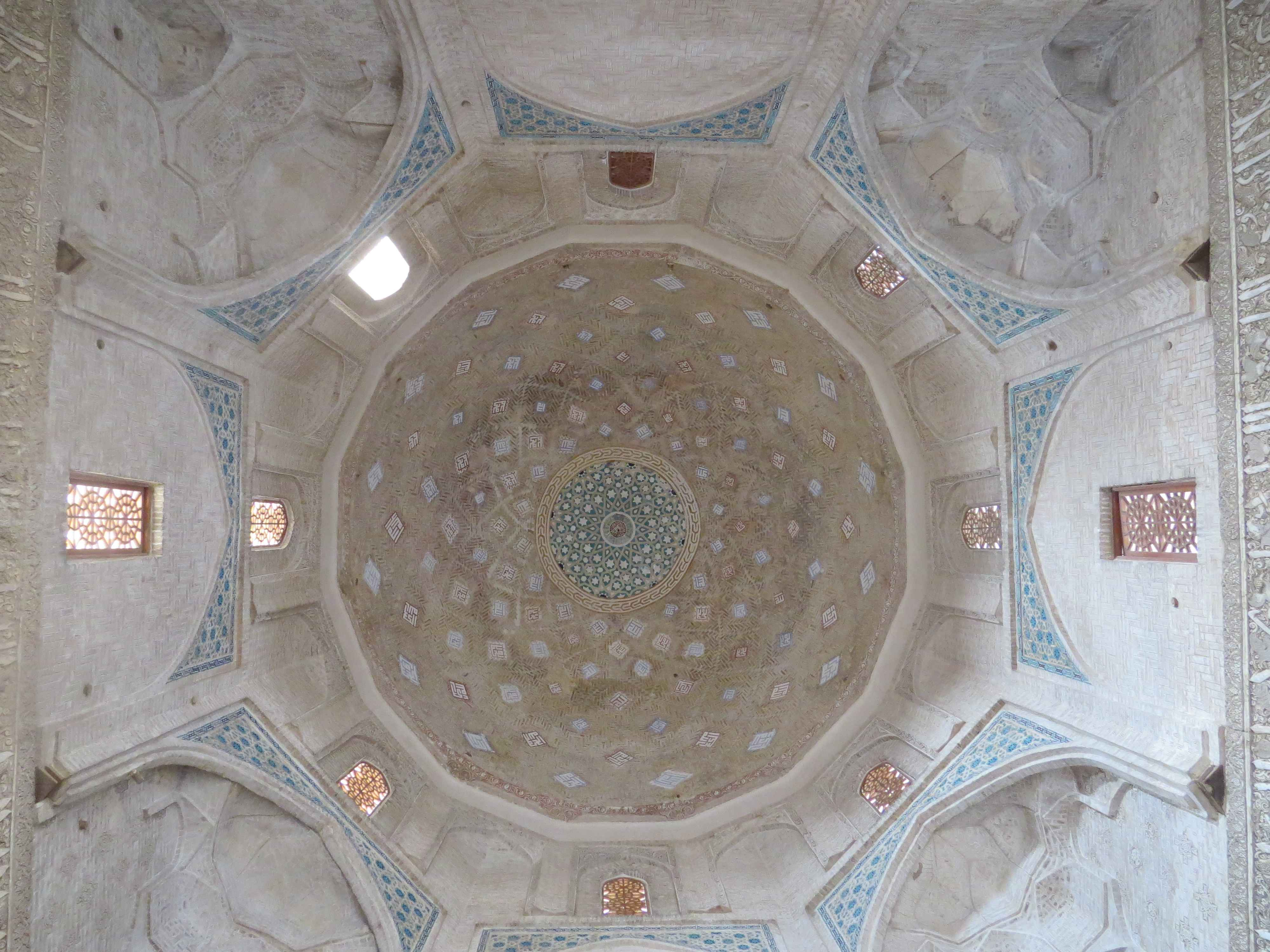
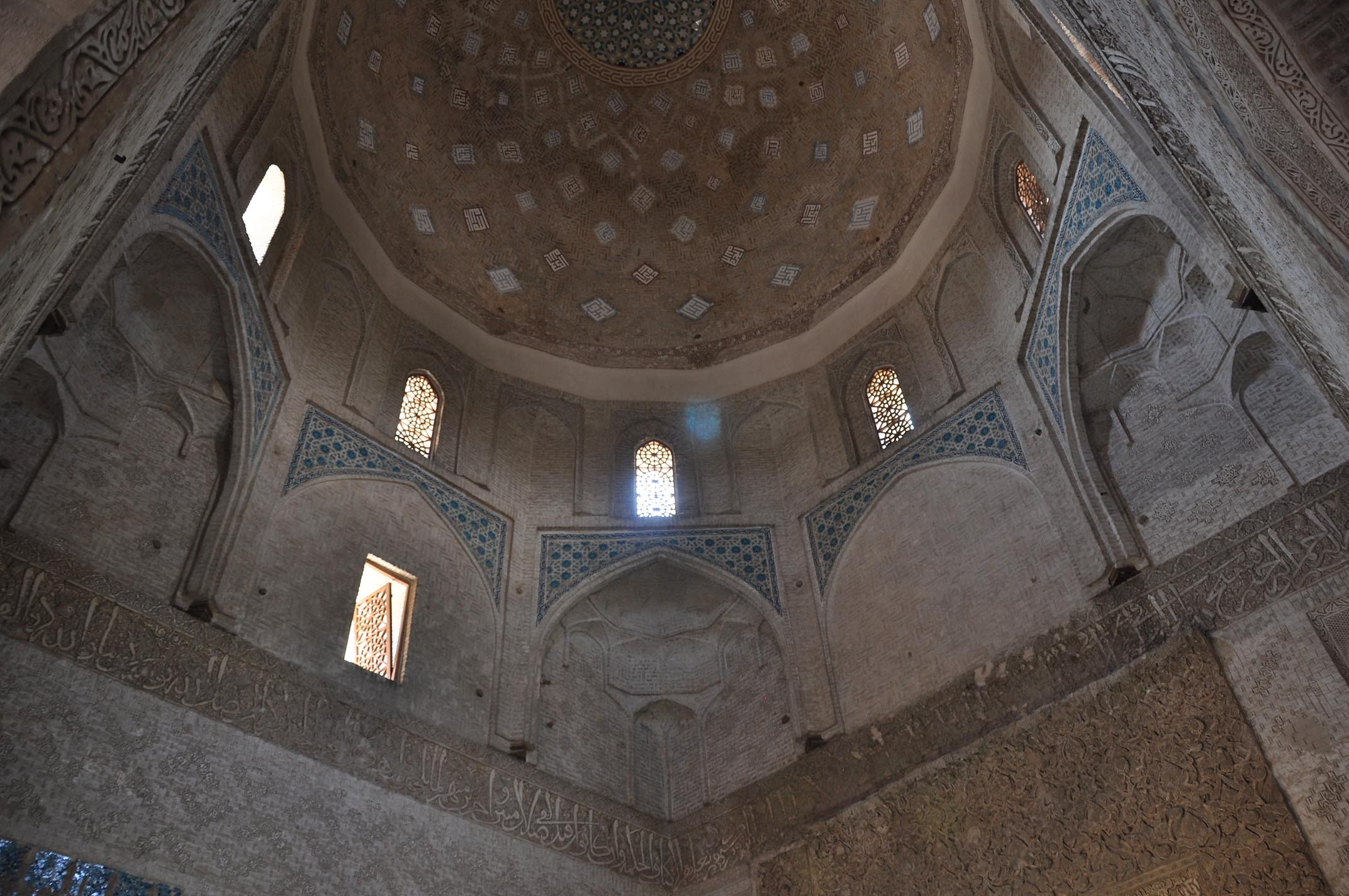